# Соболинка
Соболинка — деревня в Яйском районе Кемеровской области России. Входит в состав Вознесенского сельского поселения.

## География
Деревня находится в северной части области, на правом берегу реки Соболинка (бассейн реки Яя), на расстоянии примерно 32 километров (по прямой) к западу-северо-западу (WNW) от районного центра посёлка городского типа Яя. Абсолютная высота — 172 метра над уровнем моря.
Часовой пояс
Деревня Соболинка, как и вся Кемеровская область, находится в часовой зоне МСК+4. Смещение применяемого времени относительно UTC составляет +7:00.

## История
Деревня была основана в 1908 году. По данным 1926 года имелось 64 хозяйства и проживало 297 человек (в основном — русские). В административном отношении населённый пункт входил в состав Назаровского сельсовета Судженского района Томского округа Сибирского края.

## Население
| 2010 |
| ---- |
| 56   |

Гендерный состав
По данным Всероссийской переписи населения 2010 года в гендерной структуре населения мужчины составляли 44,6 %, женщины — соответственно 55,4 %.
Национальный состав
Согласно результатам переписи 2002 года, в национальной структуре населения русские составляли 93 % из 94 чел.

## Инфраструктура
В деревне функционирует фельдшерско-акушерский пункт.

## Улицы
Уличная сеть деревни состоит из одной улицы (ул. Таёжная).